# Липтовски Микулаш
 Тази статия е за града в Словакия.  За окръга вижте Липтовски Микулаш (окръг).  
Липтовски Микулаш (на словашки: Liptovský Mikuláš; на немски: Liptau-Sankt-Nikolaus; на унгарски: Liptószentmiklós) е град в Северна Словакия, разположен по течението на река Вах. Средището е част от Липтовския регион, намиращ се в Липтовската котловина, недалеч от планините Ниске Татре и Татри. Липтовски Микулаш е известен като град на сдруженията и културата. В Микулаш е базиран местният отбор по хокей – MHk 32 – който играе в словашката Екстралига.
Населението му е 31 345 души (по приблизителна оценка от декември 2017 г.).

## История
Първото известно споменаване на град Липтовски Микулаш е през 1286 година, в кралския документ на владетеля Ладислав IV. След това той отново е посочен при изграждането на църквата на Свети Микулаш (Свети Николай). Това е най-старата постройка в града и след нейното завършване, започва възникването на града.
Микулаш е един от основните занаятчийски центрове през Възраждането в Липтовкия регион. Търговците в града основават многобройни сдружения, като най-старата организация е тази на обущарите, която е спомената за първи път през 1508 г. Други известни съюзи са тези на ковачите, кожухарите, шивачите, шапкарите и месарите.
През 1677 г. Липтовски Микулаш става административен център на Липтовската провинция. Словашкият Робин Худ – Юрай Яношик – е осъден и екзекутиран тук през 1713 г. През XIX век градът става един от центровете на словашкото национално движение.

## Туризъм
Градът е един от известните туристически центрове на Словакия, изпълнен с културен живот и много добри условия за всички туристи, които желаят да посетят планинската верига Татри. Около Микулаш е разположен язовира Липтовска Мара, както и новооткритият аквапарк, наречен Татраландия. В местността около средището се намира и известната ледена пещера – Дамяновска, както и архитектурно-етнографският комплекс Виколинец.

## Транспорт
В близост до града е разположена основната словашка автомагистрала D1, която свързва Братислава с Кошице. Микулаш има собствен градски транспорт, състоящ се от 13 линии.

## Побратимени градове
- Опава, Чехия
- Кишкьорьош, Унгария
- Каламария, Гърция
- Галанта, Словакия
- Кеми, Финландия
- Словенске Конице, Словения